# Réseau express régional fribourgeois
Le réseau express régional fribourgeois, également appelé RER Fribourg | Freiburg, est un réseau de lignes ferroviaires suisse exploité par les CFF ainsi que les TPF desservant en grande majorité le canton de Fribourg et centré sur les deux principales villes du canton : Fribourg et Bulle.

## Histoire
La mise en service du RER fribourgeois a eu lieu la 11 décembre 2011 avec un train direct (RE) reliant Bulle, Romont et Fribourg toutes les demi-heures avec prolongement jusqu’à Berne chaque heure.
Le 9 décembre 2012, le RER sud est déployé offrant une cadence à la demi-heure entre Bulle et Châtel-Saint-Denis.
Le 14 décembre 2012, les lignes Regio reçoivent de nouvelles désignations (S20, S21, S30, S40, S50, S51, S52 et S60). Ce même jour, la cadence à la demi-heure est instaurée sur les lignes Fribourg/Freiburg - Yverdon-les-Bains (S30) et Fribourg/Freiburg - Romont (S40).
Le 10 décembre 2017, la ligne S21 est modifiée avec son terminus à Anet (au lieu de Kerzers) et la cadence à la demi-heure est instaurée entre Fribourg/Freiburg et Anet grâce à la combinaison S20, S21. En parallèle le réseau RER Sud est remanié, les lignes S51 et S52 sont supprimées et le tronçon commun des lignes S50 et S60 permet d'offrir dès 2019 la cadence semi-horaire entre Bulle et Palézieux.
Afin d'améliorer le temps de parcours de la ligne S50 entre Palézieux et Bulle, l'ancienne gare de Châtel-Saint-Denis, imposant un rebroussement, a été remplacée en 2019 par une nouvelle gare traversante.
Depuis le 20 août 2023 et la fin des travaux pour le passage de la ligne Bulle-Broc-Fabrique à voie normale, les lignes RE2 et RE3 relie respectivement Broc-Chocolaterie à Berne et Guin sans changement de train. La fin des travaux coïncide avec l'inauguration officielle de la nouvelle gare de Bulle.
Lors du changement d'horaire du 15 décembre 2024, les lignes S20 et S21 assurent une desserte à la demi-heure entre Fribourg et Neuchâtel tandis que de nouvelles lignes S40 et S41 sont mises en service. Elles prolongent la ligne S30 jusqu'à Lausanne toutes les demi-heures en reprenant en partie la desserte du RER Vaud entre Lausanne et Romont.

## Réseau

### Ligne RE2
La ligne RE2 relie Berne à Broc-Chocolaterie via Fribourg et Bulle toutes les heures.
Elle circule sur une ligne à voie normale exploitée par les TPF. La desserte est assurée par des rames FLIRT et NPZ Domino.
| RE2 | Berne ↔ Fribourg ↔ Bulle ↔ Broc-Chocolaterie | Berne ↔ Fribourg ↔ Bulle ↔ Broc-Chocolaterie | Berne ↔ Fribourg ↔ Bulle ↔ Broc-Chocolaterie | Berne ↔ Fribourg ↔ Bulle ↔ Broc-Chocolaterie | Berne ↔ Fribourg ↔ Bulle ↔ Broc-Chocolaterie | Berne ↔ Fribourg ↔ Bulle ↔ Broc-Chocolaterie | Berne ↔ Fribourg ↔ Bulle ↔ Broc-Chocolaterie | Berne ↔ Fribourg ↔ Bulle ↔ Broc-Chocolaterie |
| RE2 | Durée du trajet 78 min                       | Durée du trajet 78 min                       | Nombre d'arrêts 8                            | Nombre d'arrêts 8                            | Cadencement horaire                          | Cadencement horaire                          | Jour de fonctionnement L, Ma, Me, J, V, S, D | Jour de fonctionnement L, Ma, Me, J, V, S, D |

### Ligne RE3
La ligne RE3 relie Guin à Broc-Chocolaterie via Fribourg et Bulle toutes les heures en alternance avec la ligne RE2 et permettant une cadence à la demi-heure sur ce tronçon.
Elle circule sur une ligne à voie normale exploitée par les TPF. La desserte est assurée par des rames FLIRT et NPZ Domino.
| RE3 | Guin ↔ Fribourg ↔ Bulle ↔ Broc-Chocolaterie | Guin ↔ Fribourg ↔ Bulle ↔ Broc-Chocolaterie | Guin ↔ Fribourg ↔ Bulle ↔ Broc-Chocolaterie | Guin ↔ Fribourg ↔ Bulle ↔ Broc-Chocolaterie | Guin ↔ Fribourg ↔ Bulle ↔ Broc-Chocolaterie | Guin ↔ Fribourg ↔ Bulle ↔ Broc-Chocolaterie | Guin ↔ Fribourg ↔ Bulle ↔ Broc-Chocolaterie  | Guin ↔ Fribourg ↔ Bulle ↔ Broc-Chocolaterie  |
| RE3 | Durée du trajet 60 min                      | Durée du trajet 60 min                      | Nombre d'arrêts 7                           | Nombre d'arrêts 7                           | Cadencement horaire                         | Cadencement horaire                         | Jour de fonctionnement L, Ma, Me, J, V, S, D | Jour de fonctionnement L, Ma, Me, J, V, S, D |

### Ligne S20
La ligne S20 du RER fribourgeois relie les villes de Fribourg et Neuchâtel via Morat. 
Elle circule sur une ligne à voie normale exploitée par les TPF à l'aide de rames FLIRT et NPZ Domino. L'horaire de cette ligne est cadencé à la fréquence horaire et se combine à la ligne S21 pour assurer une cadence à la demi-heure.
| S20 | Fribourg ↔ Neuchâtel   | Fribourg ↔ Neuchâtel   | Fribourg ↔ Neuchâtel | Fribourg ↔ Neuchâtel | Fribourg ↔ Neuchâtel | Fribourg ↔ Neuchâtel | Fribourg ↔ Neuchâtel                         | Fribourg ↔ Neuchâtel                         |
| S20 | Durée du trajet 55 min | Durée du trajet 55 min | Nombre d'arrêts 13   | Nombre d'arrêts 13   | Cadencement Horaire  | Cadencement Horaire  | Jour de fonctionnement L, Ma, Me, J, V, S, D | Jour de fonctionnement L, Ma, Me, J, V, S, D |

### Ligne S21
L'horaire de cette ligne est cadencé à la fréquence horaire et se combine à la ligne S20 pour assurer une cadence à la demi-heure.
Elle circule sur une ligne à voie normale exploitée par les TPF à l'aide de rames FLIRT et NPZ Domino.
| S21 | Fribourg ↔ Neuchâtel   | Fribourg ↔ Neuchâtel   | Fribourg ↔ Neuchâtel | Fribourg ↔ Neuchâtel | Fribourg ↔ Neuchâtel | Fribourg ↔ Neuchâtel | Fribourg ↔ Neuchâtel                         | Fribourg ↔ Neuchâtel                         |
| S21 | Durée du trajet 56 min | Durée du trajet 56 min | Nombre d'arrêts 13   | Nombre d'arrêts 13   | Cadencement Horaire  | Cadencement Horaire  | Jour de fonctionnement L, Ma, Me, J, V, S, D | Jour de fonctionnement L, Ma, Me, J, V, S, D |

### Ligne S30
La ligne S30 du RER fribourgeois relie les villes de Fribourg et Yverdon-les-Bains via Grolley - Payerne - Estavayer-le-Lac.
Cette ligne est exploitée par les CFF suivant un horaire cadencé à la demi-heure. La desserte est assurée par des rames Domino des CFF circulant sur voie normale.
| S30 | Fribourg ↔ Yverdon-les-Bains | Fribourg ↔ Yverdon-les-Bains | Fribourg ↔ Yverdon-les-Bains | Fribourg ↔ Yverdon-les-Bains | Fribourg ↔ Yverdon-les-Bains | Fribourg ↔ Yverdon-les-Bains | Fribourg ↔ Yverdon-les-Bains                | Fribourg ↔ Yverdon-les-Bains                |
| S30 | Durée du trajet 54 min       | Durée du trajet 54 min       | Nombre d'arrêts 13           | Nombre d'arrêts 13           | Cadencement Semi-horaire     | Cadencement Semi-horaire     | Jour de fonctionnemen L, Ma, Me, J, V, S, D | Jour de fonctionnemen L, Ma, Me, J, V, S, D |

### Ligne S40
La ligne S40 du RER fribourgeois prolonge la ligne S30 vers Lausanne depuis Fribourg.
Elle est exploitée par les CFF suivant un horaire cadencé qui se combine à la ligne S41 pour offrir une cadence à la demi-heure. La desserte est assurée par des rames Domino des CFF circulant sur voie normale.
| S40 | Fribourg ↔ Lausanne    | Fribourg ↔ Lausanne    | Fribourg ↔ Lausanne | Fribourg ↔ Lausanne | Fribourg ↔ Lausanne | Fribourg ↔ Lausanne | Fribourg ↔ Lausanne                         | Fribourg ↔ Lausanne                         |
| S40 | Durée du trajet 62 min | Durée du trajet 62 min | Nombre d'arrêts 15  | Nombre d'arrêts 15  | Cadencement horaire | Cadencement horaire | Jour de fonctionnemen L, Ma, Me, J, V, S, D | Jour de fonctionnemen L, Ma, Me, J, V, S, D |

### Ligne S41
La ligne S41 du RER fribourgeois prolonge la ligne S30 vers Lausanne depuis Fribourg.
Elle est exploitée par les CFF suivant un horaire cadencé qui se combine à la ligne S40 pour offrir une cadence à la demi-heure. La desserte est assurée par des rames Domino des CFF circulant sur voie normale.
| S41 | Fribourg ↔ Lausanne    | Fribourg ↔ Lausanne    | Fribourg ↔ Lausanne | Fribourg ↔ Lausanne | Fribourg ↔ Lausanne | Fribourg ↔ Lausanne | Fribourg ↔ Lausanne                         | Fribourg ↔ Lausanne                         |
| S41 | Durée du trajet 64 min | Durée du trajet 64 min | Nombre d'arrêts 17  | Nombre d'arrêts 17  | Cadencement horaire | Cadencement horaire | Jour de fonctionnemen L, Ma, Me, J, V, S, D | Jour de fonctionnemen L, Ma, Me, J, V, S, D |

### Ligne S50
La ligne S50 du RER Fribourg|Freiburg relie les gares de Palézieux et Montbovon via Châtel-St-Denis et Bulle. 
La desserte est assurée par les TPF à l'aide de rames Stadler TPF ABe 2/4+B+Be 2/4 circulant sur voie métrique. La desserte cette ligne est cadencée à la fréquence horaire.
| S50 | Palézieux ↔ Montbovon  | Palézieux ↔ Montbovon  | Palézieux ↔ Montbovon | Palézieux ↔ Montbovon | Palézieux ↔ Montbovon | Palézieux ↔ Montbovon | Palézieux ↔ Montbovon                        | Palézieux ↔ Montbovon                        |
| S50 | Durée du trajet 83 min | Durée du trajet 83 min | Nombre d'arrêts 18    | Nombre d'arrêts 18    | Cadencement Horaire   | Cadencement Horaire   | Jour de fonctionnement L, Ma, Me, J, V, S, D | Jour de fonctionnement L, Ma, Me, J, V, S, D |

### Ligne S51
La ligne S51 du RER Fribourg|Freiburg relie les gares de Palézieux et Gruyères via Châtel-St-Denis et Bulle. 

La desserte est assurée par les TPF à l'aide de rames Stadler TPF ABe 2/4+B+Be 2/4 circulant sur voie métrique. La desserte cette ligne est cadencée à la fréquence horaire du lundi au vendredi permet, en combinaison avec la ligne S50 d'assurer une cadence à la demi-heure sur son tronçon du lundi au vendredi.
| S51 | Palézieux ↔ Gruyères   | Palézieux ↔ Gruyères   | Palézieux ↔ Gruyères | Palézieux ↔ Gruyères | Palézieux ↔ Gruyères | Palézieux ↔ Gruyères | Palézieux ↔ Gruyères                   | Palézieux ↔ Gruyères                   |
| S51 | Durée du trajet 69 min | Durée du trajet 69 min | Nombre d'arrêts 12   | Nombre d'arrêts 12   | Cadencement Horaire  | Cadencement Horaire  | Jour de fonctionnement L, Ma, Me, J, V | Jour de fonctionnement L, Ma, Me, J, V |

## Matériel roulant

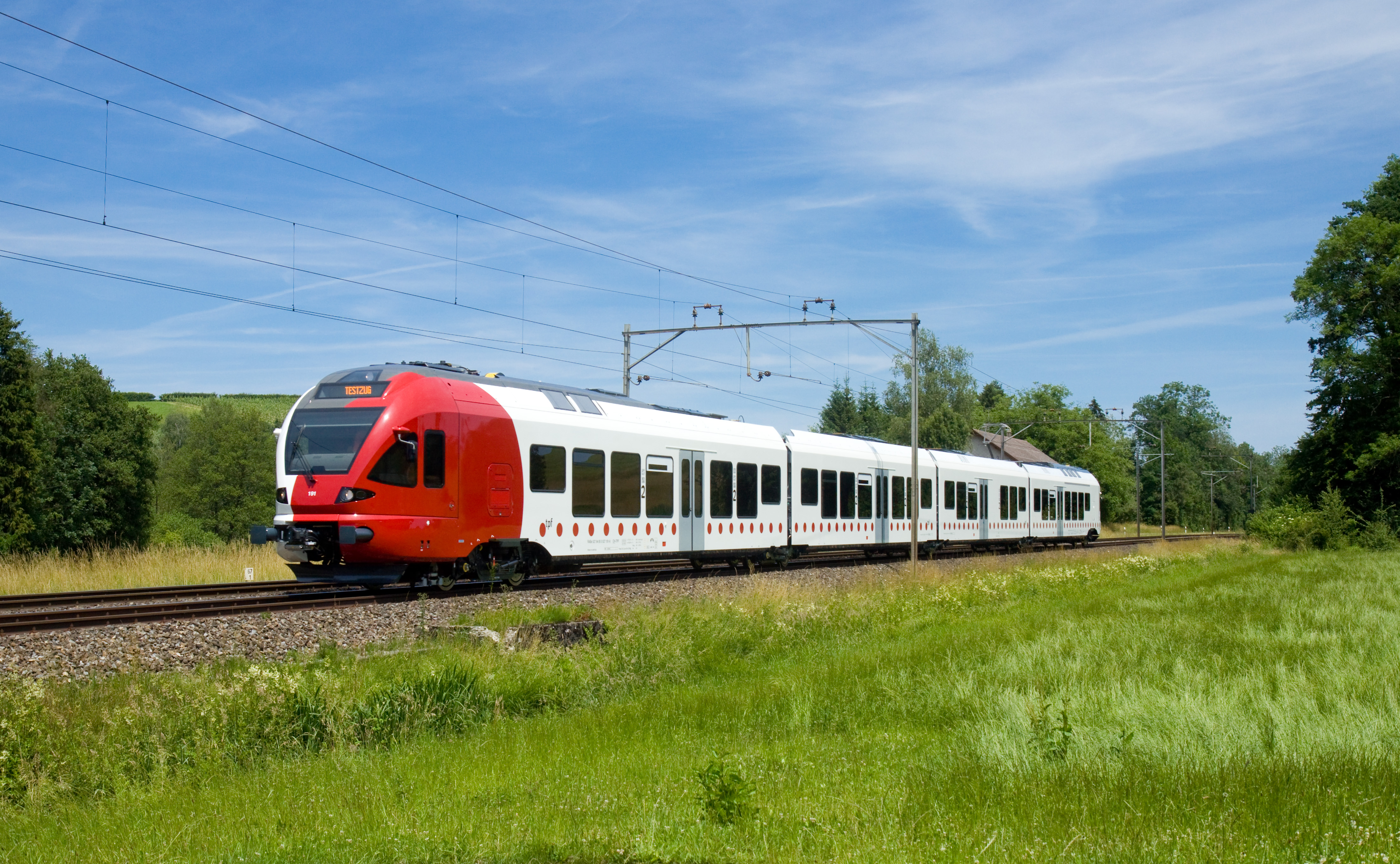
Rame RABE 527 (Stadler FLIRT) des TPF

8 Stadler FLIRT RABe 527 TPF (191–198) (2011-2014)  :
- S20 Fribourg/Freiburg - Murten/Morat - Ins - Neuchâtel
- S21 Fribourg/Freiburg - Murten/Morat - Ins - Neuchâtel
- RE2 Broc-Chocolaterie - Bulle - Romont - Fribourg/Freiburg - Bern
- RE3 Broc-Chocolaterie - Bulle - Romont - Fribourg/Freiburg - Düdingen

11 RBDe 560 DOMINO CFF/TPF (235–247) (1984-1996, rénovées 2009-2011) :
- S20 Fribourg/Freiburg - Murten/Morat - Ins - Neuchâtel
- S21 Fribourg/Freiburg - Murten/Morat - Ins - Neuchâtel
- S30/S40/S41 Lausanne - Romont - Fribourg/Freiburg - Payerne - Yverdon-les-Bains
- RE2 Broc-Chocolaterie - Bulle - Romont - Fribourg/Freiburg - Bern
- RE3 Broc-Chocolaterie - Bulle - Romont - Fribourg/Freiburg - Düdingen

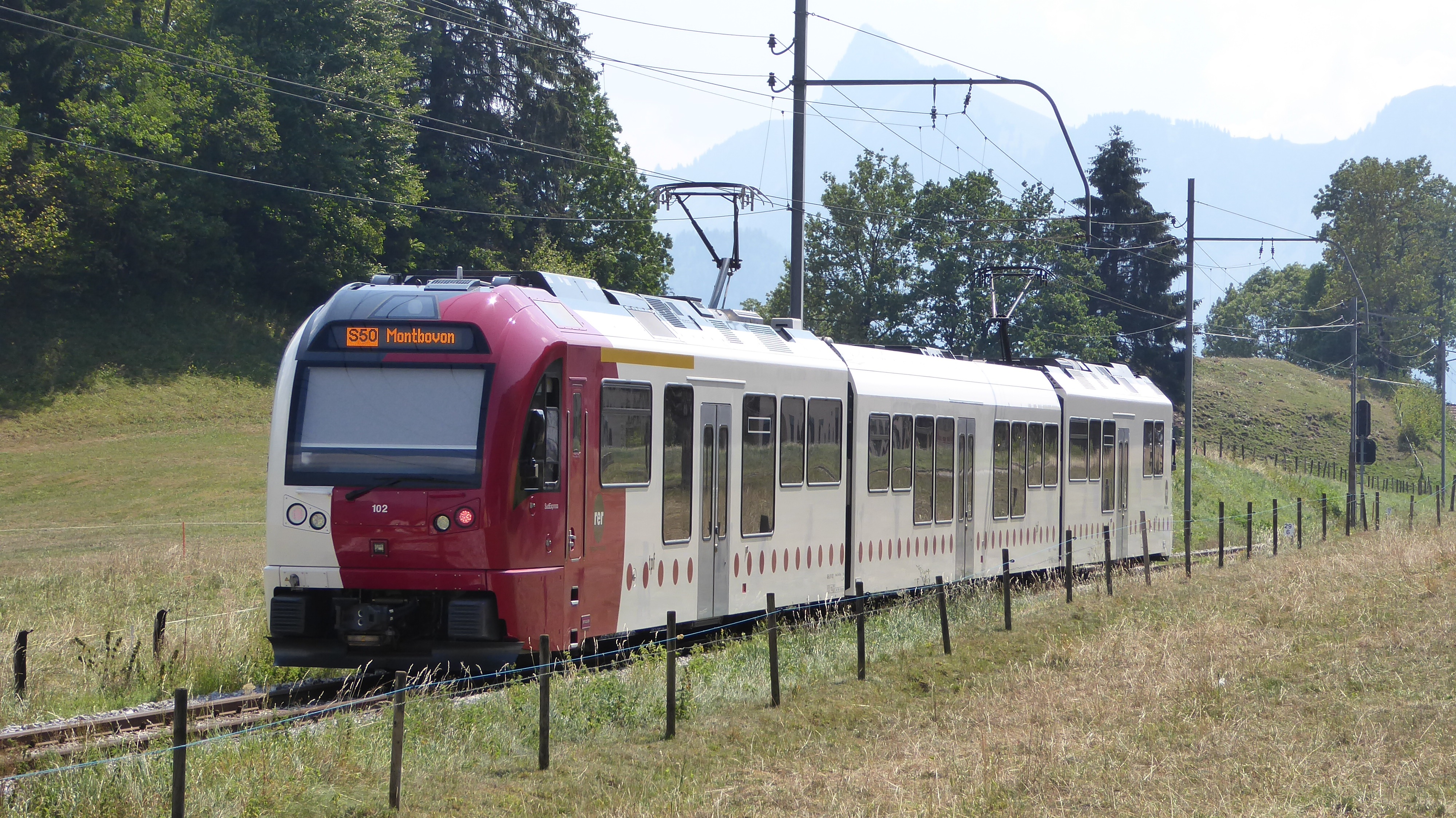
Rame TPF ABe 2/4 sur voie métrique

6 Stadler ABe 100 TPF (101–106) (2015-2016) et 4 Be 4/4 TPF (121–124) (1992-1995)  :
- S50 Bulle - Palézieux - Montbovon
- S51 Bulle - Palézieux - Gruyères

## Projets et développement
Le programme de développement stratégique de l'infrastructure ferroviaire PRODES EA 2035 prévoit de nombreux changements ayant un impact sur le réseau régional. Parmi ceux-ci on peut retenir :
- Amélioration du temps de trajet permise par le projet de nouveau tracé entre Romont et Vuisternens-devant-Romont[10].
- Mise à la cadence au quart d'heure sur les grandes lignes (IC1/IC11/IR18/IR19)[11]

### Cadence de 15 min dans le grand Fribourg
Une cadence au quart d'heure doit être introduite pour l'horaire 2027 dans l'agglomération de Fribourg. Pour permettre la mise en place de ce projet plusieurs étapes sont prévues :
- Création d'une nouvelle halte à Avry-sur-Matran (horaire 2027).
- Création d'une nouvelle halte sur le plateau d'Agy pour les lignes S20, S21 et S30 (horaire 2026-30)[13].
- Prolongement de la ligne S30 jusqu'à Avry-Matran (horaire 2027)[12].

### Modification de la gare de Fribourg
D'ici 2030, l'augmentation du volume de trafic généré par le développement du RER nécessite l'adaptation des quais et la création d'un second passage sous-voies,. Les travaux de transformation de la gare de Fribourg sont en cours de réalisation et devraient se terminer en 2025.